# Niżniaja Matwiejewka
Niżniaja Matwiejewka (ros. Нижняя Матвеевка) – wieś (ros. деревня, trb. dieriewnia) w zachodniej Rosji, w sielsowiecie nikolnikowskim rejonu rylskiego w obwodzie kurskim.

## Geografia
Miejscowość położona jest w pobliżu rzeki Amońka, 7 km od centrum administracyjnego sielsowietu nikolnikowskiego (Makiejewo), 21,5 km od centrum administracyjnego rejonu (Rylsk), 114 km od Kurska.

## Demografia
W 2010 r. miejscowość zamieszkiwały 3 osoby.